# 1919 en combiné nordique
| Années du combiné nordique : 1916 - 1917 - 1918 - 1919 - 1920 - 1921 - 1922    |
| Décennies du combiné nordique : 1880 - 1890 - 1900 - 1910 - 1920 - 1930 - 1940 |

Cette page reprend les résultats de combiné nordique de l'année 1919.

## Festival de ski d'Holmenkollen
Disputée les 2 et 3 mars, l'édition 1919 du festival de ski d'Holmenkollen fut remportée par le norvégien Thorleif Haug. Il devança le double tenant du titre Otto Aasen.
Un troisième norvégien, Johs. Gulbraa, compléta le podium.

## Championnats nationaux
En 1919, les championnats d'Allemagne et de France et d'Italie n'eurent pas lieu.

### Championnat de Finlande
Les résultats
du championnat de Finlande 1919
manquent.

### Championnat de Norvège
Le championnat de Norvège 1919 se déroula à Bærum, sur le Solbergbakken.
Le vainqueur fut Thoralf Strømstad, suivi par Ingvar Langlien (no) et Thorleif Haug.

### Championnat de Suède
Le championnat de Suède 1919 a distingué Thor Lööf (de), du club Filipstads SF.

### Championnat de Suisse
Comme en 1915, le titre de champion de Suisse ne fut pas décerné.